# BirGün
BirGün je turecký levicově orientovaný deník. Vychází od roku 2004, redakce sídlí v istanbulské čtvrti Mecidiyeköy. Název znamená v překladu „jeden den“ a noviny používají také podtitul Halkın Gazetesi („lidové noviny“).
Tištěná podoba vychází na formátu berliner, BirGün má také internetové stránky a twitterový účet, od roku 2016 existuje anglická verze BirGün Daily. Noviny jsou distribuovány po celé zemi, na vysokých školách se prodávají se slevou. Pro rok 2020 je uveden náklad 7 300 výtisků denně.
BirGün je nezávislý na velkých vydavatelských domech; protože turecké zákony nedovolují družstvům vydávat komerční tiskoviny, byl založen v roce 2004 jako akciová společnost s 3000 podílníky. List má kolektivní vedení bez stálého šéfredaktora. Je inspirován německým listem Die Tageszeitung, hlásí se k socialismu, liberalismu a environmentalismu, kriticky se vyjadřuje o postavení kurdské menšiny, spolupracuje také s odborovým hnutím. BirGün se vymezuje vůči prezidentovi Recepovi Tayyipu Erdoğanovi i kemalistické opozici, názorově má nejblíže k Levicové straně. Do listu přispíval Hrant Dink, zavražděný v roce 2007. Noviny jsou pro své nonkonformní postoje častým terčem útoků v oficiálních médiích, redaktoři Barış İnce, Bülent Yılmaz, Cansever Uğur a İbrahim Aydın byli postaveni před soud a obviněni z podpory terorismu, hrozí jim až patnáct let odnětí svobody.